# Caserío Murgiaran
El caserío Murgiaran situado en el municipio de Motiloa (Provincia de Guipúzcoa, España) es un caserío originario del siglo XVI, que fue rehecho en la primera mitad del siglo XVII.

## Descripción
Caserío unifamiliar de planta rectangular con gallur perpendicular a la fachada principal de orientación SE. Cubierta a dos aguas en teja canal artesana. Muros perimetrales de mampostería. Consta de dos plantas y desván. 
La fachada principal SE se halla enfoscada y encalada. Debido a la inclinación del terreno, esta fachada es muy corta. A la altura de la primera planta presenta algún vano de ventana. También a la altura de la primera planta presenta una línea de 4 balcones antepechados. Por este lado se accede directamente al desván del caserío a través de un puente de hormigón que da acceso a un portalón de madera. A la altura del desván existen otros 3 huecos de ventana. Las fachadas NE, así como la SW presentan, en parte, rústicos tablazones de cierre a la altura de la primera planta y desván. Estas dos fachadas son de morfología similar a la anteriormente descrita. La fachada NW, con paños mampostería vista, también presenta 3 pequeños huecos de ventana y alguna saetera. Una tejavana adosada cierra en parte los paramentos de esta fachada.
La armadura de este edificio se asienta sobre 8 postes enterizos en los que se ensamblan las vigas y tornapuntas que presentan ensamblajes en cola de golondrina. Uno de los postes es una bernia de lagar gótico reutilizada. Existen además paños de cierre del desván de tablazón machihembrado situado bajo el gallur que dividen este desván en dos partes. Dos escaleras originales dan acceso a este desván. Correas, cabrios y enlatado sostienen la techumbre del edificio y completan esta estructura.
En el ángulo SE posee un anejo en donde alberga un antiguo lagar.